# M-2 (Kosovo)
Die M-2 ist eine kosovarische Nationalstraße von der serbischen Grenze beim Gazivodesee über Mitrovica und Pristina zur nordmazedonischen Grenze bei Han i Elezit.

## Ausbaustand
Zwischen Mitrovica und Pristina wird die M-2 Stück für Stück zu einer vierspurigen Schnellstraße ausgebaut. Die restlichen Streckenabschnitte sind zweispurig mit unterschiedlicher Ausbauqualität.

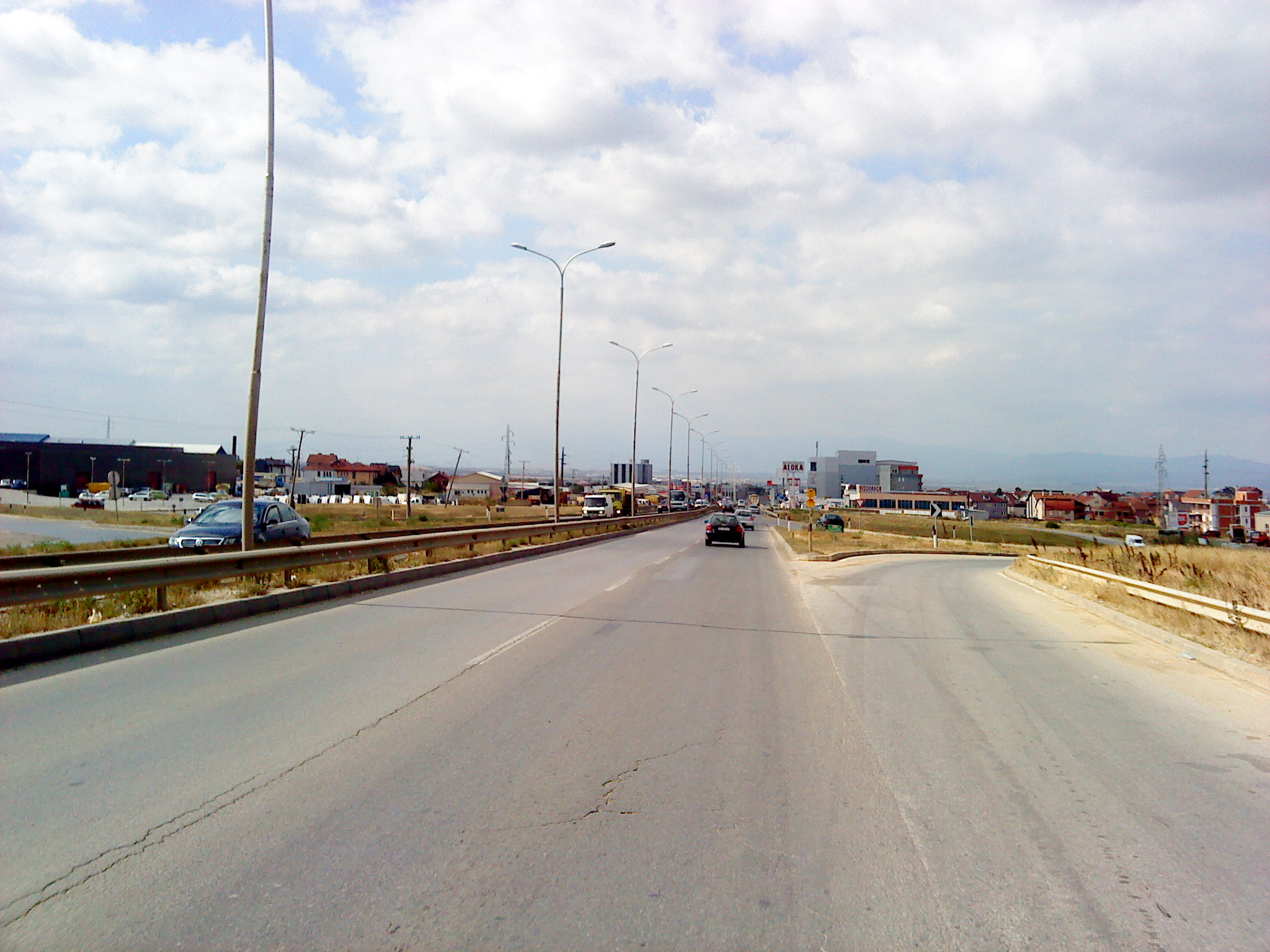
Die M2 wenig südlich von Pristina
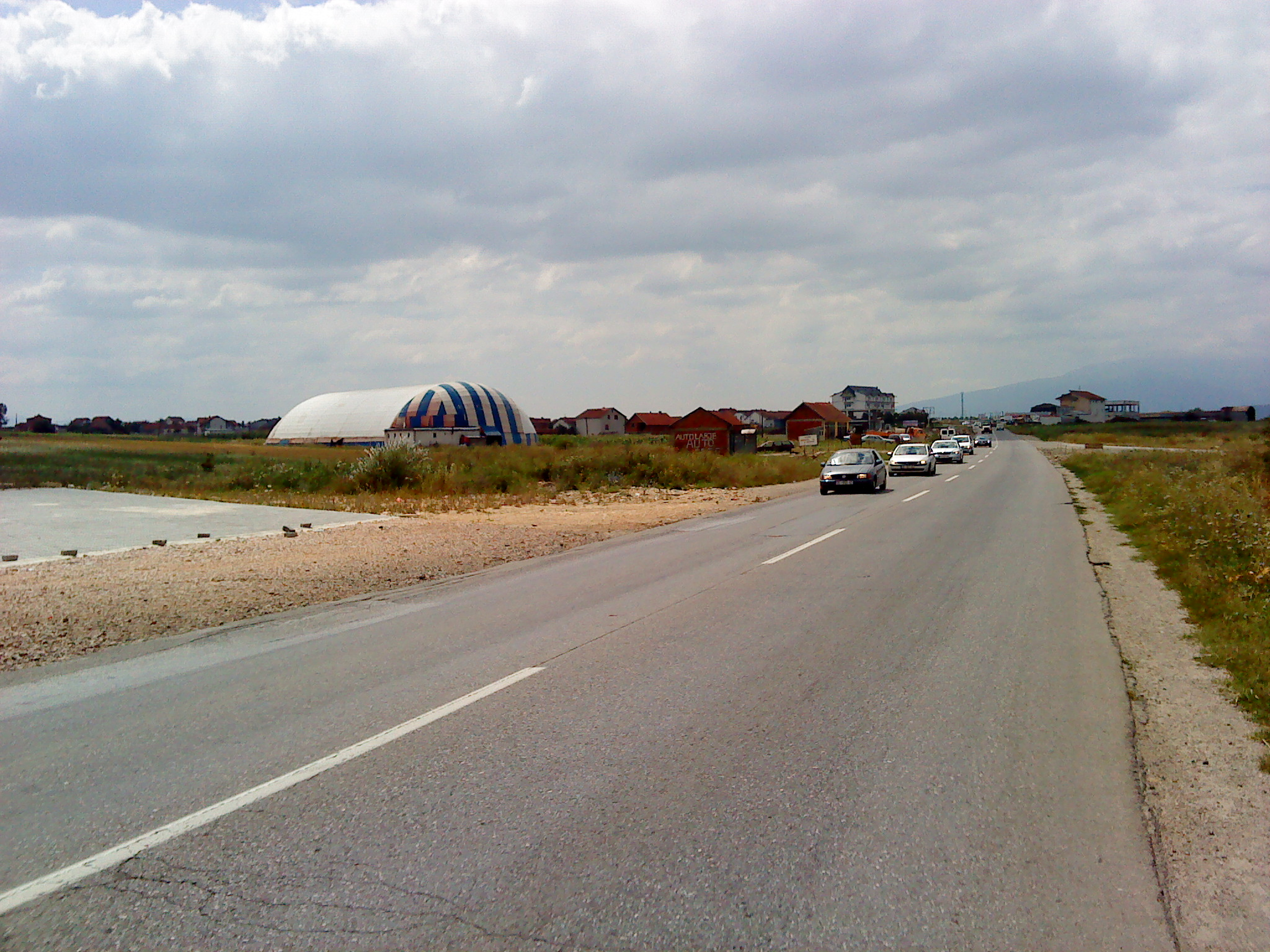
Die M2 zwischen Pristina und Han i Elezit (Grenze zu Nordmazedonien)